# Hans Henrik von Essen
Le comte Hans Henrik von Essen (1755-1824) est un soldat et homme d'État suédois. 

## Biographie
Il étudie à l'université d'Uppsala, puis entre dans l'armée et accompagne Gustave III dans ses voyages et ses campagnes. Il est nommé colonel en 1787, général major en 1795 et maréchal en 1811.
Il est gouverneur général de Stockholm entre 1795 et 1797, puis gouverneur général de Poméranie entre 1800 et 1809. Lors de la révolution de 1809, il reçoit le titre de comte et devient membre du Conseil d'État. En 1810, il est envoyé comme ambassadeur à Paris par Charles XIII et parvient, lors de ses négociations avec Napoléon, à ce que la Poméranie soit rendue à la Suède. Enfin, il exerce la charge de gouverneur de Norvège entre 1814 et 1816.

## Sources
- (en) Cet article est partiellement ou en totalité issu de l’article de Wikipédia en anglais intitulé « Hans Henric von Essen » (voir la liste des auteurs).